# Иисус на Марсе
Иисус на Марсе (англ. Jesus on Mars) — научно-фантастический роман американского писателя Филипа Хосе Фармера, написанный в 1979 году, действие которого происходит на Марсе и затрагивает инопланетную цивилизацию. В нём дается социальный комментарий по поводу справедливого общества и религиозных убеждений. Книга была переведена на шесть языков и издана в разных странах.

## Содержание
Беспилотный научный зонд, отправленный на Марс, обнаруживает инопланетный артефакт. Следующий робот-исследователь приземляется и подтверждает, что огромный инопланетный корабль частично зарыт на Марсе. Поэтому для исследования этого, по всей видимости, заброшенного инопланетного корабля отправляется экспедиция с экипажем. Члены экспедиции попадают в плен и отправляются под землю, в среду обитания объединённого общества людей, живущего в гармонии с инопланетянами Крш. 
Экспедиция узнаёт, что в предыдущие тысячелетия технологически развитые Крш были склонены к религии людей. Это общество исповедует иудаизм, но принимает Иисуса как Мессию. В их Библию включена Книга Матфея, представляющая собой завещание, написанное Иудой Искариотом. Однако, в отличие от основного течения христианства, это общество рассматривает Иисуса как человека, а не как Бога (см. Никейский Символ веры).
Первоначально Крш прибыли на Землю с исследовательской миссией. В целях изучения людей Крш предложили доставлять раненых людей на свой космический корабль для оказания медицинской помощи. Затем корабль подвергся нападению другого инопланетного вида, который был особенно враждебен и ксенофобен. Несмотря на то, что атака была отражена и корабль ксенофобных пришельцев был уничтожен, собственный корабль Крш был повреждён. Поэтому они высадились на Марсе, чтобы спрятаться от потенциальной угрозы, которая так и не наступила. За годы маскировки экипаж Крш и людей объединился в единое общество.
В середине романа мы узнаём, что сам Иисус чудесным образом появился среди этих людей почти две тысячи лет назад и с тех пор жил с ними. Близость Иисуса ошеломляет и убеждает как с точки зрения конкретных, научно проверяемых чудес, так и с точки зрения сильного внутреннего присутствия. Эта близость убеждает даже научно продвинутых Крш. Кроме того, трое из четырёх членов экипажа принимают этого Иисуса и обращаются в эту гибридную форму иудаизма и христианства. Четвёртый член экипажа, атеистка и единственная женщина в экипаже, совершает самоубийство. Впоследствии её воскрешают с помощью передовых технологий, но перед этим она получает повреждение мозга, которое стирает большую часть её личности.
Ближе к концу романа Иисус ведёт флотилию космических кораблей обратно на Землю, воссоздавая Второе пришествие. Хотя они желают мирного взаимодействия и предлагают бессмертие и безграничную манну, они готовы к враждебным действиям. Как и следовало ожидать, Иисуса обвиняют в том, что он — Антихрист.
Такие сомнения терзают Ричарда Орма, астронавта, возглавляющего экспедицию с Земли. В предпоследней главе Орм колеблется в своём обращении и подчинении этому марсианскому Иисусу. Затем он готовится убить Иисуса, но бросается на гранату другого убийцы, чтобы спасти Иисуса. В последней главе он просыпается голым и дезориентированным и обнаруживает, что его воскресил Иисус, в то время как мировые СМИ наблюдали за этим. Затем Орм подтверждает свою приверженность, и роман резко заканчивается ощущением предстоящей многолетней борьбы с силами зла.

## Критика
Грег Костикян написал рецензию на книгу «Иисус на Марсе» в журнале Ares Magazine №1. Костикян прокомментировал, что «Иисус на Марсе был бы блестящим произведением, если бы его написал новичок; но от Фармера можно ожидать большего». 